# Karel Salmon

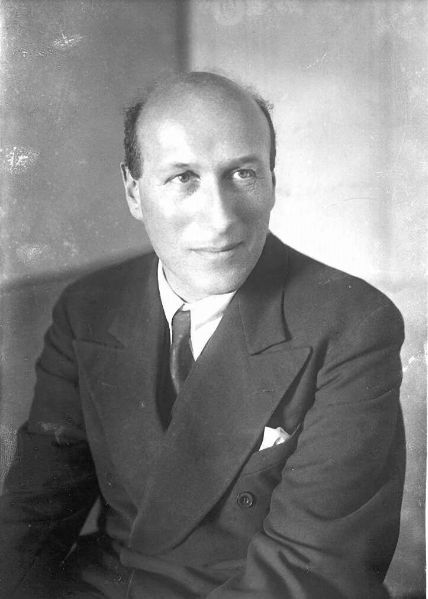
Karel Salmon 1936

Karʾel Salmon (hebräisch קראל שַׂלְמוֹן Qarʾel Salmōn, Geburtsname: Karl Salomon; * 13. November 1897 in Heidelberg; † 15. Januar 1974 in Beit Sajit bei Jerusalem) war ein israelischer Komponist, Sänger (Bariton), Pianist, Organist, Dirigent und Musikadministrator deutscher Geburt.

## Leben
Geboren als Sohn eines Kaufmanns, erhielt Karl Salomon seine erste musikalische Ausbildung an der Heidelberger Musikakademie. Seit 1912 nahm er an der Universität an Tonsatzkursen Philipp Wolfrums teil. In diese Zeit fallen auch die ersten Kompositionsversuche, darunter eine Sinfonie. Bis zum Tode Wolfrums genoss Salomon dessen persönliche Förderung. In Heidelberg trat Salomon als Organist auf und leitete u. a. die Proben zur Uraufführung von Der Einsiedler (1916), dem letzten Chorwerk von Max Reger. In der von dem Kunsthistoriker Wilhelm Fraenger gegründeten Kulturgruppe „Die Gemeinschaft“ stellte er seine Werke vor. 1920 schloss Salomon sein Studium bei Richard Strauss in Berlin ab und wirkte dann als Sänger und Theaterkapellmeister in Hamburg, Baden-Baden und Berlin. Neben dem eigenen Komponieren widmete er sich der Bearbeitung älterer Musik, darunter Händels Oper Rodelinda (1932)
Nach der Machtergreifung der Nazis 1933 musste und konnte Salomon Deutschland verlassen. Umfassend begabt als Sänger und Pianist, Dirigent und Komponist, Bearbeiter und Organisator wurde Karel Salmon, wie er sich nun nannte, zu einem integralen Bestandteil europäischer Kultur in Israel. In führenden Positionen wirkte er am Aufbau des Musiklebens Palästinas mit. In Jerusalem gründete er ein Kammerorchester, dirigierte an der Palestine Opera, unterrichtete am Konservatorium und leitete als Musikdirektor Chor und Orchester der Hebräischen Universität Jerusalem. Nach Aufnahme des Sendebetriebes der Jerusalemer Rundfunkstation, zunächst noch unter britischem Mandat als Palestine Broadcasting Service (PBS), seit 1948 als Radio Israel (Kol Israel), wurde Salomon zum Musikdirektor der hebräischen Abteilung ernannt. 1957–1962 leitete er als Direktor den Auslandsdienst des Israel Broadcasting Authority’s Transcription Service. 
Zunächst in Newe Yaʿacov, zwischen Jerusalem und Ramallah, wohnhaft, siedelte Salomon später um nach Beit Sajit bei Jerusalem, wo er auch starb.

## Werke
In Israel entstanden Salmons wesentliche Kompositionen: Opern und Orchesterwerke, weltliche und geistliche Chormusik, Kammermusik, Klavierstücke, Orgelwerke, Lieder. 
- David und Goliath, Oper nach biblischen Motiven (1930, rev. 1956)
- Viermal Methusalem, Oper nach biblischen Motiven (1965/66, produziert vom ZDF 1968)
- Nedarim (Gelübde), nach einer altjüdischen Legende (1954, UA 1955 konzertant im Kibbuz En Gev).
- Schir haTquma (The Song of Affirmation), Oratorium. Der hebräischen Textbearbeitung von Avigdor Hameiri liegt ein Text von Moshe Yakov Ben Gabriel zugrunde.
- Chajei Adam (Ein Menschenleben) Kantate für Chor und Orchester. (1967 zu seinem 70. Geburtstag komponiert)
- Der Ton, Kantate auf Verse aus Arno Nadels religiösem Gedichtwerk; ein frühes Hauptwerk (1921)

Auch in der Instrumentalmusik, orientiert an traditionellen Formen, suchte der Komponist wiederholt den programmatischen Einbezug von Volksmelodien oder Motiven der Geschichte und Gegenwart seines Landes:
- Salomons Sephardische Suite für Kammerensemble nach Melodien jüdisch-spanischer Gesänge; Widmungsträger ist Pablo Casals (1947)
- Jerusalem Konzert für Glockenspiel und Orchester (1948)
- Zweite Sinfonie „Leilot bi-Chnaʿan“ (1949)

- Sinfonischen Suite über griechische Themen. Die kunstreich instrumentierte Bearbeitung von vier griechischen Volkstänzen zeigt die Einbindung von orientalisch-jüdischem und griechischem Idiom in Melodik, Rhythmik und Klang. (1943, auch für Klavier und für zwei Klaviere bearbeitet). 1951 erhielt der Komponist für dieses, sein bis heute populärstes Werk, den Engel-Preis.

Daneben stehen Lieder sowie Volks- und Nationalliedbearbeitungen.

## Schriften
- Philipp Wolfrum als Lehrer und Förderer. Erinnerungen eines Schülers. In: Ruperto Carola 21, Bd. 46, Juni 1969, S. 60–63.